# マーブルマッドネス
『マーブルマッドネス』 (MARBLE MADNESS) は、1984年にアタリゲームズが稼働したアーケードゲーム。

## 概要
開発者はマーク・サーニー。
ゲーム史的にはマシン語やアセンブラではなくC言語で開発された史上初のゲームであり、BGMをモノラルではなくステレオで演奏した史上初のゲームである。AtariとしてはAtari初のアーケード基板であるAtari System 1基板で作られた初のゲームであり、FM音源を採用した初のゲームであった（FM音源を採用したゲームとしては、本作と同年同月に日本でタイトーの『サイクルマー坊』が稼働しており、どちらが世界初かは解っていない）。FM音源の採用はゲーム業界でも最初期の部類に入り、採用されたFM音源チップはYM2151である。
当時のアタリはアタリショックの影響で、当初はカスタマイズ基板で稼働されることが前提で制作されていた本作も、コストダウンのために各ゲームで共通のゲーム基板を採用せざるを得なくなるなど厳しい財政事情であったが、一方でCPUにMC68010、開発にC言語、音源にFM音源のYM2151、3Dのレイトレーシングでレンダリングされたステージ（当時アタリが導入したばかりのスパコンVAX-11が用いられた）など、当時の最新の技術が導入されている。Atari System 1基板で最初のゲームとして制作された本作は、結果として4000台が出荷される大ヒットとなり、アーケード基板としても『インディ・ジョーンズ』（1985年）、『ロードブラスターズ』（1987年）などで採用されるなどの成功を収めた。
続編として「Marble Madness II : Marble Man」のリリースが予定されていたが、『ストリートファイターII』（1991年）の登場と重なり評価を得られなかったため断念。プロトタイプ版が幾らかのコレクターの手に渡っている。

## ゲーム内容

### システム
視点はクオータービュー（鳥瞰）。画面上にあるボール（マーブル＝ビー玉）をトラックボールで転がし、制限時間内にゴールにたどり着けたらステージクリア。全6ステージで、すべてクリアしてもプレイ時間が5分を超えることは稀である。
コースの途中には様々な仕掛けや罠が待ち受けている。罠にはまって消されたり（食べられたり、溶かされたりなど）、コースから外れたり、あまりに高い所から落ちてボールが割れると、（一部の例外を除いては）ある程度戻されて、ボールが復活する。何度ミスしても復活するが、その都度タイムロスしてしまう。制限時間が0になるとゲームオーバー。2人同時プレイも可能。2人プレイの方が難易度が高く、そのためにそれぞれのプレイヤーが1回コンティニュープレイ出来るようになっており、更に相手プレイヤーより先にゴールするとボーナスタイムが与えられる。1人プレイでは、プレイヤーは両方のトラックボールを同時に動かすことでより素早い動きが可能になる。

### その他
- 1面でスタート地点から動かずにいると、床がせり上がって押し出してくれる。
- 4面で2人同時プレイの場合、投石器に片方のマーブルが乗っている時にもう片方がそれに接触しているようにすると、投石器で飛ばされた方のマーブルはメチャクチャな方向に飛んでいってミスになる。
- 国内ではナムコが販売代理店として基板のみ輸入し筐体はナムコが国内製造していた。外観はほぼ同様だが、スタートボタンがオリジナルと異なり四角形のものを採用していたため、激しいプレイの際に手をぶつけて怪我をしやすく場所を移設するなどの改造を行っている店舗もみられた。

## 他機種版
| No. | タイトル                                       | 発売日                                    | 対応機種                                                   | 開発元                   | 発売元                                               | メディア                     | 型式                             | 備考                                           |
| --- | ---------------------------------------------- | ----------------------------------------- | ---------------------------------------------------------- | ------------------------ | ---------------------------------------------------- | ---------------------------- | -------------------------------- | ---------------------------------------------- |
| 1   | Marble Madness                                 | 1986年                                    | Atari ST PC Booter コモドール64 Apple II Amstrad CPC Amiga | アタリ                   | エレクトロニック・アーツ                             | フロッピーディスク           | -                                |                                                |
| 2   | Marble Madness                                 | 1987年                                    | PC/AT互換機 ZX Spectrum                                    | アタリ                   | エレクトロニック・アーツ                             | フロッピーディスク           | -                                |                                                |
| 3   | Marble Madness                                 | 1989年3月 1989年                          | NES                                                        | レア                     | Milton Bradley Company                               | ロムカセット                 | NES-MV                           |                                                |
| 4   | マーブルマッドネス                             | 1991年3月15日                             | X68000                                                     | ホームデータ             | ホームデータ                                         | 5インチ2HDフロッピーディスク | -                                |                                                |
| 5   | マーブルマッドネス                             | 1991年3月30日                             | PC-9801                                                    | ホームデータ             | ホームデータ                                         | フロッピーディスク           | -                                |                                                |
| 6   | Marble Madness                                 | 1991年5月 1992年5月21日                   | ゲームボーイ                                               | Mindscape                | Mindscape                                            | ロムカセット                 | DMG-MB-USA DMG-MB-NOE            |                                                |
| 7   | マーブルマッドネス                             | 1991年6月                                 | FM TOWNS                                                   | ホームデータ             | ホームデータ                                         | CD-ROM                       | HD-91406                         |                                                |
| 8   | Marble Madness                                 | 1991年 1992年1月                          | メガドライブ                                               | エレクトロニック・アーツ | エレクトロニック・アーツ                             | 4メガビットロムカセット      | 708901 E004SMXI                  | 後に同機種にて発売された日本版とは大幅に異なる |
| 9   | Marble Madness                                 | 1992年6月                                 | セガ・マスターシステム                                     | エレクトロニック・アーツ | ヴァージン・ゲームス                                 | 2メガビットロムカセット      | 27024-50                         |                                                |
| 10  | マーブルマッドネス                             | 1993年8月13日                             | メガドライブ                                               | テンゲン                 | テンゲン                                             | 4メガビットロムカセット      | T-48113                          | 欧米版とは内容が大幅に異なる                   |
| 11  | Arcade's Greatest Hits: The Atari Collection 2 | 1998年4月5日 1998年4月17日                | PlayStation                                                | Digital Eclipse          | ミッドウェイゲームズ GT Interactive                  | CD-ROM                       | SLUS-00449 SLES-00712            |                                                |
| 12  | Arcade's Greatest Hits: The Atari Collection 2 | 1999年1月1日                              | Windows                                                    | Digital Eclipse          | ミッドウェイゲームズ                                 | CD-ROM                       | -                                |                                                |
| 13  | Marble Madness                                 | 1999年12月 2000年3月13日                  | ゲームボーイカラー                                         | ミッドウェイゲームズ     | ミッドウェイゲームズ                                 | ロムカセット                 | CGB-ANNE-USA CGB-ANNP-EUR        |                                                |
| 14  | MIDWAY ARCADE TREASURES                        | 2003年11月18日 2004年2月6日 2006年9月21日 | PlayStation 2                                              | Digital Eclipse          | サクセス ミッドウェイゲームズ ZOO Digital Publishing | DVD-ROM                      | SLPM-66467 SLUS-20801 SLES-51927 | アーケード版の移植                             |
| 15  | MIDWAY ARCADE TREASURES                        | 2003年11月18日                            | ニンテンドー ゲームキューブ                                | Digital Eclipse          | ミッドウェイゲームズ                                 | 8センチ光ディスク            | DOL-GAKE-USA                     | アーケード版の移植                             |
| 16  | MIDWAY ARCADE TREASURES                        | 2003年11月24日 2004年2月6日               | Xbox                                                       | Digital Eclipse          | ミッドウェイゲームズ ZOO Digital Publishing          | DVD-ROM                      | -                                | アーケード版の移植                             |
| 17  | Marble Madness                                 | 2004年9月                                 | 携帯電話                                                   |                          |                                                      | ダウンロード                 | -                                |                                                |
| 18  | Midway Arcade Treasures                        | 2004年8月27日 2004年11月23日              | Windows                                                    | Digital Eclipse          | ミッドウェイゲームズ ZOO Digital Publishing          | CD-ROM                       | -                                |                                                |
| 19  | Games in One! Marble Madness + Klax            | 2005年8月16日 2005年9月16日               | ゲームボーイアドバンス                                     | DSI Games                | DSI Games                                            | ロムカセット                 | AGB-B68E-USA AGB-B68P-EUR        | クラックスとのセット商品                       |
| 20  | Midway Arcade Treasures Extended Play          | 2005年12月13日 2006年2月24日              | PlayStation Portable                                       | Backbone Entertainment   | ミッドウェイゲームズ ワーナーブラザーズ              | UMD                          | ULUS-10059 ULES-00180            |                                                |
| 21  | Marble Madness                                 | 2009年11月12日                            | BlackBerry                                                 | EA Mobile                | EA Mobile                                            | ダウンロード                 | -                                |                                                |
| 22  | Marble Madness                                 | 2010年2月1日                              | Windows Mobile                                             | -                        | -                                                    | ダウンロード                 | -                                |                                                |
| 23  | Marble Madness                                 | 2010年4月23日                             | iPhone iPod touch (iOS)                                    |                          |                                                      | ダウンロード                 | -                                |                                                |

FM TOWNS版、X68000版、PC-9801版
ホームデータより発売。X68000付属のマウスはトラックボールとしても使用可能だったことから、マウスまたはトラックボールで操作する仕様となっている。9801版については高速なCPUを搭載したマシンでないと、かなりストレスが溜まるゲームであった。
メガドライブ版
移植はテンゲンで日本国内のみで発売された。メガドライブ用マウス「セガマウス」を裏返してトラックボールとして使用した唯一のゲームであり、ほぼアーケード版を再現した移植度だった。尚、海外用メガドライブのセガジェネシスでは、テンゲン版よりも先行して1991年にエレクトロニック・アーツより発売されているが、移植内容はテンゲン版とは大幅に異なる。
PlayStation 2版
『ゲーセンUSA ミッドウェイアーケードトレジャーズ』に収録。
PCエンジン版 - 未発売
前述のメガドライブ版を製作した、当時テンゲンに在住のプログラマーがPCエンジンへ移植作業を行っていたものの、製造原価やROM容量の不足等の諸事情により、完成直前の80パーセントほどまで製作が進んでいたが結果的には発売中止となった。これらの製作中の経緯は、メガドライブ版のマニュアルに開発者の手記として詳細が記述されている。
2016年に製作者本人が動画投稿サイトにPCエンジン実機で動作している動画をアップしており、開発途中のバージョンではあるがプレイ動画の閲覧は可能である。
日本国外版
日本国外ではファミリーコンピュータ(NES)、マスターシステム、ゲームボーイ、ゲームボーイカラー等の家庭用ゲーム機、コモドール64やAmigaなどのホビーパソコン等の数多くの機種に移植された。
尚、ゲームボーイ版は6面が削除されていたり、BGMのテンポが1面以外おかしかったりなど、NES版マーブルマッドネスを無理に移植したように見受けられる。

## スタッフ
- デザイナー、グラフィック・プログラマー：マーク・サーニー
- ゲーム・プログラマー：ボブ・フラナガン
- アニメーター：サム・コムストック
- サウンド・デザイン：ハル・カノン、ブラッド・フラー
- ハードウェア・デザイン：サム・リー、ジェド・マーゴリン、ドン・パァウ、ダグ・スナイダー
- システム・サポート：クリス・ダウンエンド、M.ホフ、J.リッター
- ソフトウェア・サポート：マイク・オルボー、M.マハール、リッチ・モーア
- ハードウェア・サポート：ジュアン・カスティリョ、エリック・ダーフィー、パトリック・マッカーシー、ミン・グエン

## 評価
アーケード版
- 1998年に刊行されたゲーメストムック『ザ・ベストゲーム2』では、「演出とゲーム性がマッチしたユニークな敵ばかりだ」、「ミスった時の演出も非常に面白い」、「1プレイは5分程度だが、何ゲームも続けてプレイするとかなり疲れるゲームである」、「ゲーム性はもちろん、グラフィック、サウンドも素晴らしく、非常に完成度の高い名作だ」と紹介されている[15]。
- IGNの今井晋は、アーケード版を1984年のベストゲームに挙げており、操作体系がデジタル世界に直接手を入れるようなものだと述べ、現在（2018年1月15日）で言うところのVRゲームとさえ言えると評価している。さらに今井は、ビデオゲームとしては初めてとなるC言語やFM音源の使用についても歴史に残るものだと述べている[16]。

メガドライブ（日本）版
- ゲーム誌『ファミコン通信』の「クロスレビュー」では7・5・6・7の合計25点（満40点）となっている[7]。

- ゲーム誌『メガドライブFAN』の読者投票による「ゲーム通信簿」での評価は以下の通り20.5点（満30点）となっている[13]。

| 項目 | キャラクタ | 音楽 | お買得度 | 操作性 | 熱中度 | オリジナリティ | 総合 |
| 得点 | 3.3        | 3.2  | 3.4      | 3.3    | 3.6    | 3.7            | 20.5 |

- ゲーム本『メガドライブ大全』（2004年、太田出版）では、「メガドラへの移植にあたり、（中略）パッドでも、手の平で転がす繊細なコントロールは再現」、「無機質なCGやすぐれたサウンドもばっちり、これは最高の移植だ」と評している[14]。

## 関連作品
影響を受けたと見られる作品
- モトス（ナムコ） - アーケードゲーム
- キャメルトライ（タイトー） - アーケードゲーム
- TAMA（タイムワーナーインタラクティブ） - PlayStation・セガサターン
- JamG（Ernő Király） - 2015年7月6日に発売開始されたPCソフト。Steamアプリ化されている。公式HP
- Marble Skies（Birdwall Games） - 2017年12月12日に発売予定のPCソフト。Steamアプリ化されている。公式HP
- Polyball（Studio Monolith） - 2015年6月5日に発売開始されたPCソフト。Steamアプリ化されている。公式HP